# 臺灣詐騙集團
臺灣詐騙集團是指以臺灣人為主體或以臺灣為技術基地的跨國性詐騙集團，其成員主要來自臺灣、中國大陸、泰國和越南等地。
臺灣詐騙集團起源自曾氾濫一時的金光黨，以手法推陳出新聞名，後來網路通信技術普及後，憑藉竊取個人資訊，改以電信詐騙手法為主，该技術起源于臺灣，雖因此主嫌亦大多是臺灣人，但隨著經濟全球化，也有台灣人主謀，聯合他國他地區人員的國際性詐騙團體。台湾诈骗集团具有跨地域、跨領域、跨世代等特征，其地點不限於台湾與中國大陸，還包括东南亚、歐洲、非洲等地；其成員非常年輕，而且還不斷招募培訓新人。根據報導，台湾詐騙集團每年詐騙金額高達數百億甚至千億元台幣。近年來東南亞國家和臺灣、中國大陆積極合作，以遏阻跨国詐騙的势头。

## 历史
台灣早期稱詐騙集團為金光黨，常見的手法有刮刮樂等，後來發展出“積欠話費”等各式電話詐騙手法。2006年，全台財損金額高達185.9億元，台湾警政署為此成立了「165反詐騙諮詢專線」。此后，台湾詐騙集团的活動基地轉以中國大陆為主，并有大量大陆公民加入。當時許多電話機房都設在中國大陆沿海城市，也因此開啟了兩岸警方合作打擊詐騙的模式。隨著中國大陆沿岸大量的機房被取締，詐騙集团開始在泰國、印度尼西亞、菲律賓等地設置機房，近来又開始朝非洲國家下手。
主嫌多为台湾人的电信詐騙集團，發展至高度專業化的地步，與台灣的一些社會習慣有關連。在台灣，名不符實的「人頭文化」猖獗，造成警方查緝困難。加上由于台湾对诈欺罪刑責较輕，大部分诈欺犯被抓到關幾年就可以出來，因此有许多年轻人加入所谓“低風險高獲益”的诈骗行业。
但也有台湾诈骗犯在大陆被判处重刑后流露悔意，“要是知道在大陆审判的话我一定不敢做。因为在大陆刑期可能最长是无期，包括台湾家属来也麻烦，我一辈子算是完了。”

## 组织

### 规模
台湾警方估计，全台湾有将近10万人从事诈骗犯罪。2005-2014年之間，台灣破獲詐騙嫌犯超過20萬人；仅2015年，詐騙嫌犯就有1萬7000人。全国人大代表陈伟才称，“电信诈骗有90%是以台湾犯罪分子为头目的犯罪集团实施的跨境诈骗，目前台湾有将近10万人，以面向大陆实施改号电话诈骗为主”。

### 分工
有些詐騙集團的內部作業分工明确。“電腦手”負責發送簡訊與打電話；“一線”扮演「公安」，與被害人接觸；“二線”以「書記官」身分假意協助，加深被害人信任；三線「檢察官」，提供匯款的帳號資料。當詐騙金額匯入指定戶頭后，再由水房的“車手”提領現金，交給台灣老闆，或者利用遊戲點數電子貨幣進行逃避。
有很多台湾诈骗集团是屬於不同的黑幫派系所把持，少數则是一些個人私下進行。為了充分利用每一分勞動力，有的诈骗窝点内部还有专职的司机和保姆，负责团伙的日常起居。甚至進展到詐騙園區的地步。

### 纪律
有些诈骗集团内部有严格的作息时间、保密要求、培训制度和考核制度。在诈骗窝点内，每天定时定点吃饭、睡觉，还有每天的晨会和晚间反思会；手机集中保管，每周只允许打一次电话，不许向家人透露具体工作内容；电脑中有一键删除软件；建立窝点的前三天进行集中培训，通过专门的教材（诈骗话术本），熟悉诈骗流程，詐騙模擬考與排名、背誦的處罰等等；晨会和晚会上也会总结诈骗成功经验和失败教训，以提高诈骗话术技巧；每天、每周、每月都有业绩排行榜，根据“业绩”决定升降级。

### 相關軟體
诈骗集团常用的平台软件为“添添利”，其中有被害人的个人详细资料，包括个人财产、个人社交圈、生活习惯，甚至还有何时曾被警察劝阻的记录。

## 作案手法
台灣詐騙集團的做案手法多種多樣，同時會根據時事研製多種騙術策略，不斷提高做案能力。

### 退稅詐騙
台灣的每年五月，是個人綜合所得稅的開徵，部分人可以領到退稅，騙徒就是看上這一點，以電話謊稱納稅義務人有退稅可領，不然這筆退稅就會打入國庫，永遠也領不到。納稅義務人相信後便照著騙徒的指示，到自動櫃員機操作，財產因而被騙走。

### 健保卡违规使用诈骗
騙徒伪装健保局来电通知用户的健保卡有违规使用情形，请用户撥其分机号码由专人为其服务。实际上，健保局不会以电话通知民众任何信息。

### 假綁票、真詐騙
騙徒佯稱受害者的親人在歹徒的手上，按照指示要匯款給騙徒，不知情的人在沒有詢問或確認的情況下，就這樣透過自動櫃員機的轉帳功能，將所得積蓄交給詐騙集團了。而實際上，親人可能並沒有被綁架。。

### 假受傷、真詐騙
騙徒佯稱受害者的親戚被毆打，或是因車禍必須要付錢，此時騙徒就會對受害方「哭訴」，需要一筆龐大的資金或賠償費，在這種沒有加以確認的情況下，受害方就自然透過轉帳，損失金錢。

### 银行账户诈骗法
騙徒佯稱受害者的银行户头内的现金被駭客入侵盗领，滥用，即将破产警告。騙徒要完整的銀行帳戶細節去解决银行问题，然後骗取一大批现金。實際上，受害者在受骗前的银行户头没事。
騙徒佯稱受害者中奖金能成为百万富翁，要求个人基本资料，然後骗取一大批现金。

### 裝熟詐騙法
此方法又稱作「猜猜我是誰」，主要是詐騙集團方用亂槍打鳥的方式，撥打給受害者，通常是響個幾次後，就直接掛斷，讓受害方的行動電話留下未接來電，受害方撥打後，騙徒會與受害方「裝熟」，然後說一個常見的名字，告知自己因為某些原因如發生車禍、或是酒店工作，需要一大筆錢，請受害方即刻匯錢給詐騙集團，受害方相信後，就會匯錢給詐騙集團，因而受騙。。如果受害方拒絕付款，對方的口氣會立刻變差，因為這就是詐騙集團的共同手法。

### 公文詐騙法
騙徒佯稱是檢察官，會告知受害者，受害者因涉入一起詐騙案或洗錢案，要求受害者到庭。但受害者會有不信，或者是沒有收到公文為由，拒絕出庭，騙徒就會假造一份公文，並請受害者去便利商店收取傳真。由於被害者不知法律或者是基於害怕的心理，受害者就會接著按照騙徒的指示，存入「安全戶頭」內，實際上，這是騙徒設好的陷阱，目的是為了讓被害者將錢「奉獻」給騙徒。也因此，台灣的法治機關一再強調，出庭公文是絕對不會以電話或傳真通知，而是以雙掛號寄送的。中国大陆的各地公检法机关也多次表示包括拘捕令、资产冻结、法院传票等文件是绝对不会通过电话传达的，接到类似电话千万不要向对方汇款。

### 電話通知檢驗陽性詐騙
在2019冠状病毒病疫情期間，有騙徒透過電話謊稱通知確診結果，並要求民眾繳交現金以換取治療藥物。

### 交友詐騙
騙徒會先以一般網友方式噓寒問暖，並以日常生活費借取金錢，經多次得手過後，會開始以某些原因如父母親生重病、遭法院判決需要交保金、易科罰金、積欠地下錢莊或是救贖從軍隊、八大行業等為理由，要求受害者匯款拯救，並會有特定人士與您承諾會歸還該借款，另有疑似其它受害人聲稱有還款證明。

## 案例分布
台灣詐騙集團的行跡本來侷限於台灣本島，後來因為台灣檢警加強反詐騙的宣導略見成效，這使得台灣詐騙集團逐漸向东南亚国家一带发展，近年来开始逐渐往西亚、歐洲或非洲国家发展。

### 亚洲

#### 东亚
- 中国大陆

中华人民共和国公安部数据显示，2011年、2012年、2013年中国通讯信息诈骗分别发案10万起、17万起、30万起，年均增长70%以上。2014年中国电信诈骗发案达40余万起。电信诈骗案件高发的同时，诈骗金额也屡攀新高。2011年以来，每年因通讯信息诈骗导致的民众损失都达100余亿元，平均单笔金额超过5万元。2014年中国电信诈骗导致群众损失107亿元，其中80%赃款在台湾被提取。电信诈骗发案率居高不下，但破案率和赃款追回率却极低。深圳、长沙等多地公安机关透露，目前各地通讯信息诈骗的破案率不足5%，在被破获的案件中，赃款追回率同样不足5%。违法成本低，导致诈骗分子肆无忌惮、猖狂作案。中国公安部统计，中国每年约有80多亿元的诈骗赃款在台湾被取走，因两岸法律制度差异，多年来仅追回12.7万元。
- 2014年3月，大陆一名食品公司張姓女財務主管，接到台湾詐騙集團全盈資產的電話，导致其個人戶頭內合計近2億新台幣全數被騙。
- 2015年12月29日，貴州省某政府單位的出納被臺灣電信詐騙集團騙走人民幣1.17億元，創下中國單一民眾被詐騙的最高金額紀錄，案件被稱為“12.29”特大电信诈骗案。2016年1月，专案组逮捕了62名诈骗犯（含10名台湾人）。经审讯，犯罪嫌疑人均交待受雇于台湾地区嫌疑人，在乌干达、印尼等国外窝点从事电信诈骗，并在案发后分赃回国的犯罪事实。

- 日本

- 2017年1月4日，日本媒體披露30多名台灣人涉嫌在日本福岡縣內設詐騙據點，打電話向中國大陸人騙取金錢，遭福岡警方逮捕。中華民國外交部表示，經查相關人士已遭強制遣送出境返回台湾。
- 2018年8月破獲一起案件循線遷出一個新業態，也就是台灣詐騙集團老手晉升為祖師爺，搭配翻譯開班授課吸收外國人來台「上課」並直接設立機房，讓他們打電話回母國詐騙，該案破獲的就有日本班、泰國班、菲律賓班等。此案最早是日本警方破獲一起電信詐騙，之後發現這些人供出在台灣上「集訓班」的故事，通知台警方。
- 2019年4月17日，日本警方逮捕了10名台湾人，并于22日对山梨县的一家事务所进行了搜查，找到了用中文写的诈骗说明手册、联系人名单以及电话号码。日本一桥大学法学研究科王云海教授分析，针对发生在日本的案件，如果想要联合中国司法当局破案，面临着语言不通、司法协助等各种问题，造成立案困难。因此将国外作为开展诈骗活动的据点，对于不法分子而言更加安全。

- 在2006年至2009年期間，曾有超過400名台灣人涉及詐騙案，是由於赴韓擔任提領詐騙贓款車手。
- 2017年3月4日，韓國警方通知台灣駐韓代表處，2台女涉詐騙，分別在2月14日和15日被逮，未來將在韓國接受司法審判，初步了解，兩人得在韓國服完刑才能返台。
- 2017年12月20日，韓國警方在济州岛破獲一個由台灣人組織的電信詐騙集團，專門用電話向大陸民眾騙取金錢。经韩国警方调查，涉案金额约1400万新台币。50名台湾诈骗犯被判处3-10年有期徒刑，其中22人假释回到台湾后激动落泪，表示「终于不用再吃泡菜，回到台湾真好！」，但他们仍被移送台中地检署，依3-10万元交保。。
- 2019年，一名彭姓台湾男子加入台湾诈骗集团，多次赴韩国盗取赃款共1亿5145万韩元。因一名忠清北道的金姓受害者在准备汇款时被银行职员阻拦后报警，韩国警方遂在彭男于10月第8次盗取赃款时逮捕彭男并遣返回台湾。后台中地方法院法官认为彭男非首谋、无前科，且无再犯之虞，遂判处有期徒刑1年6个月，缓刑3年，全案可上诉。

#### 東南亞
- 柬埔寨

從2011年至2016年，從柬埔寨遣返臺灣的人数将近300人，從柬埔寨遣返的中國大陸籍公民约有38名，其中多數涉及網路詐騙。
- 2015年10月31日，柬埔寨警方在柬埔寨南部的西哈努克省逮捕了166名涉嫌從事類似犯罪活動的中國大陸籍公民。這些人租賃賓館和大型別墅，在裡面居住並從事電話詐騙，對像則瞄準中華人民共和國國內20多個城市和省份的受害人。這類騙局通常涉及嫌犯利用不同的假身份來獲得受害人的個人信息或促使受害人匯款給海外銀行賬戶，如騙子冒充銀行、電信公司、社會安全和公共健保機構的職員要求受害人支付不存在的費用，還有的騙子則冒充警察或郵政局人員，他們宣稱調查販毒和洗錢等犯罪活動，並要求個人信息來洗清對方所謂的「嫌疑」。2016年3月3日，柬埔寨警方發布消息稱，中柬兩國警察聯合行動，在柬埔寨逮捕了38名涉嫌參與網絡電信詐騙活動的中華人民共和國公民。柬埔寨國家警察副總監斯納里斯（Chhay Sinatith）說，這38名犯罪嫌疑人涉嫌參與了針對中國公民的網絡電話詐騙活動，同時也被受到中國大陸警方的通緝。柬埔寨國家警察副總監說，被逮捕的38人已經被送往首都金邊，將在柬埔寨內政部審批之後遣返回中國大陸。
- 2016年8月31日，至少12名台灣籍和大約52名中國大陸籍詐騙嫌疑犯在柬埔寨首都金邊被逮捕。
- 2017年7月26日，柬埔寨政府將32名電信詐騙嫌犯中的7名台籍嫌犯強制遣送至中國大陸，中華民國政府表示嚴正關切及深切遺憾。

- 印度尼西亞

- 2015年5月9日，由27名台灣籍和中國大陸籍成員组成的詐騙集團在印尼三寶瓏地區設置機房，假冒中國公安名義，以電話行騙中國大陸民眾，获利超過百萬人民幣。
- 2015年6月，廣東省公安廳與印尼及越南警方連破兩宗大型跨境電騙案，涉逾人民幣7,000萬元，逮捕46名台疑犯和17名大陸疑犯，警方指台疑犯是主腦。
- 2015年8月，海峽兩岸及印尼警方，聯手在雅加達逮捕82名台灣疑犯、查獲價值約100億印尼盾（約合590萬港元）現金。
- 2015年10月，在雅加達和泗水等8個地點共拘捕224名詐騙疑犯，包括86名大陸人及138名台灣人。
- 2016年4月，印尼東加里曼丹警方及移民局聯手在巴里帕潘市的飯店及豪宅區逮捕42名中國大陸和台灣人士，懷疑涉網絡犯罪，其中31名為台籍疑犯。
- 2017年7月，印尼警方逮捕涉及電信詐騙的93名嫌犯（其中33名大陆人，1名马来西亚華人，其余均为台湾人），8月3日將他们遣送至中國大陸。
- 2016年初，梁定维等人在印尼巴厘岛建立诈骗窝点，并陆续招募人手，形成以6名台湾人为核心的犯罪团伙，通过网络虚拟改号技术冒充邮政、公检法等官员，累计诈骗人民币970余万元。2018年10月15日，眉山市中级人民法院公开审理此案。2019年初，判决22名被告人犯诈骗罪，其中梁定维被判处有期徒刑十一年六个月，并处罚金人民币一百万元。
- 2016年6月至2017年7月期间，苏建铨、蔡镇宇在印度尼西亚东爪哇省泗水市组建了以4名台湾人为核心的诈骗集团，累计诈骗金额2400万人民币。2019年初，眉山市中级人民法院判决32名被告人犯诈骗罪，其中苏建铨被判处有期徒刑十二年，并处罚金人民币一百万元。

- 菲律賓

- 2011年2月7日，菲律賓破獲跨國詐騙集團，其中台籍成員佔14名。由於被害人為中華人民共和國公民，菲律賓政府應中國大陆之要求，移送台灣嫌犯至大陸，引發台湾朝野譁然。但中华民国前副總統呂秀蓮指出，整起案件是「不涉主權的跨國犯罪行為」，而且如果要是真的遣送回台，台灣恐怕也是無法可罰，最後還是只能釋放；她呼籲各界理性思考，不應意識形態化。
- 2016年11月22日，台灣刑事局配合菲律賓當地警方，在一所豪宅內逮捕包含台灣籍嫌犯19名，大陸籍嫌犯5名的詐騙團伙。
- 2018年1月13日，中国工作组联合菲警方，在马尼拉、维甘等地开展统一收网行动，成功捣毁6个电信网络诈骗犯罪窝点，抓获犯罪嫌疑人151名。2月26日，中国公安机关将其中73名犯罪嫌疑人押解回中国大陆，另78名犯罪嫌疑人由菲方作进一步审查。4月4日，这批78人也被押解回国受审。
- 2018年10月在菲律宾被捕的13名中国和台湾电信诈骗嫌犯，其中7人于2019年2月被遣送中国大陆后，又有2人在2019年3月8日上午被遣送至大陆。

- 马来西亚

在馬來西亞，與華人相關的電信詐騙相關案例甚多。如，曾出現以香港網購公司為名義的電話詐騙集團，嫌犯為中國口音，謊稱中獎，要求匯款。
- 2016年3月中国大陆和马来西亚在馬來西亞查获5处电信诈欺机房，逮捕嫌犯119人，其中台湾籍52人，大陆籍65人，马来西亚籍2人。台湾警方在4月15日晚宣称因犯罪事证不完整且无拘票，16日凌晨释放了20名涉诈骗遭马来西亚驱逐出境的台湾嫌犯。国台办表示抗议，而陆委会则表示已成立专案小组，并准备派遣人员赴大陆商讨建立未来两岸合作打击跨第三地犯罪案件通案处理模式。當時馬來西亞警方將查扣的電話、電腦、詐騙轉單等物證都交給中國大陸，導致「人、證分離」，台中地檢署18日再向馬來西亞調取相關證據及照片，於20日將涉有重嫌的18人被裁定羈押禁見，至於另外2人也被限制出境。5月14日，中国大陆公安机关专案组通报，剩余的32名台湾嫌犯已于4月30日和65名大陆嫌犯一同押解回大陆，这97人分属5个犯罪团伙，其中基本查清4个团伙，32名台湾嫌犯已经认罪。另一个犯罪团伙调查遇到困难，因20名台湾嫌犯已回到台湾。
- 2016年10月27日，馬來西亞警方會同中國大陸公安逮捕並拘留涉及跨境電信詐欺嫌犯，其中有台灣籍21人及中國大陸籍6人。11月29日，馬來西亞將21名台灣嫌犯遣送中國大陸，對此中華民國外交部表示遺憾，並嚴正抗議。
- 2018年1月26日，泰国警方在吉隆坡逮捕7人，其中3名台湾人，2名马来西亚人和2名泰国人。2月20日，泰国警方在马来西亚再次跨境执法，破获又一起电信诈骗集团案，逮捕11名嫌犯，其中5人是台湾人，6人是泰国人。
- 2018年5月15日，珠海市中级人民法院公开审理了叶清顺案，经查2015-2016年期间，叶清顺等23人（其中15人是台湾人）在马来西亚组成两个犯罪团伙，共骗取44名大陆居民786万人民币。7月27日，珠海市中级人民法院以诈骗罪判处被告人叶清顺有期徒刑13年，并处罚金人民币50万元；其余22名被告人均以诈骗罪判处5年5个月至缓刑3年不等，并处罚金。

- 越南

- 2016年4月19日，越南宣布查獲一个台灣人電信詐騙集團，受害對象則是越南當地人，落網的11名嫌犯當中，包括5名台灣人，主嫌為台灣人與越南人。经审理，共有13名受害人被骗约64亿越南盾。2018年4月26日，越南胡志明市法院判决5名台湾诈骗犯12至18年有期徒刑，其余越南人诈骗犯则判刑8至17年不等。
- 2017年1月1日，有4名在越南涉電信詐騙的台灣人遭帶往中國大陸，陸委會即向陸方表達深切遺憾並提出嚴正抗議。
- 2017年12月27日，越南警方逮捕了9名电信诈骗犯，其中4名台湾人，5名越南人，起获赃款3.55亿越南盾（约合人民币10.2万元）。经查已有8名越南公民受骗，诈骗分子一次最多得手金额为4亿越南盾。

- 泰國

- 2009年，台湾警方逮捕詐騙集團首腦郭偉正，并查出其在泰國設立詐騙據點，掌握上萬筆大陸百萬富豪的個人資料，專詐大陸人。
- 2010年，台湾詐騙集團首腦賴繼英在泰國，被以非法入境為由在泰馬邊界逮捕，並交台灣刑事局國際刑警科遣返回台。
- 2015年12月24日，中国警方和泰国警方合作，在曼谷捣毁了一个电信诈骗窝点，逮捕诈骗犯30人。该团伙主犯和主要负责人是台湾人，涉案金额高达3000万人民币，涉及案件300余宗，有的受害者甚至因此死亡。2016年2月24日，30名诈骗犯被押解回中国。
- 2016年11月24日，34台灣詐騙犯服刑2年后被遣返回台。
- 2017年7月23日，泰國移民總局長納塔通宣布，涉及電信詐騙案的44名兩岸嫌疑人（當中有25名台籍人士）定罪後將送往中國大陸。
- 2017年7月24日，泰国警方在曼谷逮捕1名台湾男子施某和8名马来西亚男子，其中施某是主谋，负责指挥其他人行骗，涉及金额约6000万泰铢。
- 2017年9月22日，泰国警方逮捕3名台湾电信诈骗“车手”，扩大侦查后又逮捕1人，共查获34张金融提款卡、20步手机和20本银行存折。2018年春节前夕，被呵叻府法院判处16年半有期徒刑。
- 2017年10月19日，泰国警方逮捕3名台湾女子，其中2人为母女，她们涉嫌在电信诈骗中担任“车手”。泰国警方起获7张提款卡、34万泰铢现金和23张提款收据，并发现其可疑账户中有70多万泰铢。
- 2017年10月27日，泰国警方和马来西亚警方协助，成功解救6名马来西亚人。这6人是被台湾诈骗犯赵飞龙骗来泰国从事诈骗活动的。同时还缴获了大量电信诈骗工具。
- 2021年1月，泰国警方逮捕了1名台湾嫌犯和3名泰国同伙，他们涉嫌通过短信窃取个人资料和存款，至少21人受骗。

- 新加坡

- 2007-2008年，有多名新加坡民众报警称接到自称“香港中信集团”、假中奖的诈骗电话，将钱汇往台湾。经台湾和新加坡警察共同追查，发现至少8人受骗约230万新台币，查获车手集团主谋胡記富等人。
- 2017年7月10日，新加坡警方破獲假冒員警詐騙案，逮獲4名台灣男子涉及這起金額超過新幣80萬元（約新台幣1770萬餘元）詐騙案。警方呼籲星國民眾務必提高警覺，防範不肖分子詐騙伎倆。
- 2017年7月30日，新加坡警方逮捕一名郭姓女“车手”，警方指控她涉及非法收受赃物。
- 2017年8月8日，新加坡警方逮捕了2名涉嫌诈骗的台湾男子，初步估计涉及7起电信诈骗事件，涉及金额66万新加坡元。2018年3月，新加坡法院宣判二人分别获刑3年6个月和3年。
- 2017年12月，台湾警察逮捕陈男等6名犯罪嫌疑人。又逢新加坡警方近期逮捕至少10名台湾“车手”，经新加坡警方比对受害者资料后，认定这批受害者与逮捕的“车手”有关。诈骗集团冒充新加坡警察，设立假的新加坡警察部队官网，刻意模仿新加坡式英语，引诱新加坡和马来西亚华人将钱汇入诈骗集团指定账户、并窃取受害者个人信息后，再由“车手”集团赴新加坡提取赃款。新加坡警方估计涉案金额达2000万新加坡元。
- 2018年1月8日，新加坡警方逮捕一名台湾男子黄翔伟。黄翔伟在新加坡期间，受诈骗集团指使，和同伙许来德把7.4万新加坡元的赃款转交给指定人士。12月27日，新加坡法院判处黄翔伟有期徒刑2年6个月，许来德则在案发后畏罪潜逃。
- 2018年1月25日，新加坡警方接到一名女子報案，稱接到詐騙電話，對方自稱國際刑警電話，要求转账。新加坡警方随后逮捕2名台湾男子。
- 2018年10月12日，新加坡警方逮捕了3名台湾男子，警方表示，这三名男子涉嫌假冒中国大陆官员进行诈骗，并向被害人收取诈骗金额172万新元（约合人民币863万）。

- 2011年9月26日，戴春波、黄辉云等32人在老挝万象市的别墅内被老挝国家警察局抓获，并于2011年9月30日移交中国公安部。该诈骗团伙主犯为台湾人，目前已被遣送回台湾，戴春波等32人均为从犯，其中21人为女性。2012年12月8日，北京海淀区人民法院审理此案。根据检察机关指控，2011年9月18日至26日，被告人戴春波、黄辉云等32人，受台湾人雇用，分别在老挝万象市的两处别墅内，冒充法院、检察院、公安机关工作人员身份，通过电信技术手段，向海淀区等地不特定多数人拨打电话，以身份信息被盗为由实施诈骗，拨打电话总计19200余次。2013年8月，北京市海淀区人民法院宣判，戴春波等32人以诈骗罪被判处二年六个月至六年不等的有期徒刑，并处罚金。

- 多国联合执法

- “3·10”特大电信诈骗案：自2010年12月以来，中国境内发生数起金额巨大的电信诈骗案，2011年3月10日，海峡两岸警方决定共同办案，并同柬埔寨、印尼、马来西亚、泰国等地警方合作，在6月9日一举抓获电信诈骗犯罪嫌疑人598名（其中大陆居民186名、台湾居民410名，另有柬埔寨居民1名、越南居民1名），捣毁诈骗窝点106处，涉及群众受骗金额已达7000多万元。2013年2月3日，北京市朝阳区法院一审宣判，彭发荣、李英等91名被告人因犯诈骗罪分别被判处有期徒刑8年至1年半不等，并处8000元至2000元不等的罚金。8月30日，厦门市中级人民法院判处另一批56名被告人犯诈骗罪，分别判处12年到2年3个月有期徒刑，并处相应罚金。
- “9·28”专案行动：2011年初，广东、浙江等地接连发生多起诈骗案，中国公安机关侦查发现了两个特大电信诈骗集团，涉及中国和东盟中的印尼、柬埔寨、菲律宾、越南、泰国、老挝、马来西亚、新加坡等8国。中国大陆警方遂与台湾警方和东盟警方合作，于9月28日破获了这两个特大电信诈骗集团，捣毁犯罪窝点162处，抓获犯罪嫌疑人828名，涉案金额高达2.2亿元。2013年8月19日，北京市海淀法院判处其中32名被告2年6个月至6年不等有期徒刑。
- “11·29”特大电信诈骗案：2011年11月29日，江苏省苏州市有人被骗取1260余万元。中国公安机关调查发现一个特大电信诈骗集团，窝点设在中国、泰国、马来西亚、印尼、柬埔寨、斯里兰卡和斐济，涉及510多起诈骗案，诈骗金额达到7300多万元人民币。2012年5月23日，两岸警方联手泰国、马来西亚、印尼、柬埔寨、斯里兰卡、斐济等6国采取集中统一行动，捣毁犯罪窝点35处，抓获犯罪嫌疑人482名（其中台湾嫌犯286名）。2013年8月15日，苏州市人民法院对本案进行一审宣判，以林志金为首的129名被告人分获十五年至一年零六个月不等有期徒刑，并处罚金。

#### 西亚
- 亞美尼亞

- 2016年8月31日，亞美尼亞3批共計34名台人疑似涉及電信詐騙案，當事人的護照遭當地警方集中保管，等同被限制出境。
- 2016年9月8日，亞美尼亞將78名台籍诈骗嫌犯遣送中國大陸。

- 土耳其

- 2016年5月31日，土耳其逮捕52名涉嫌詐騙台灣人，法務部長邱太三表示，會積極爭取將涉案嫌犯遣返回台。
- 2016年12月1日，土耳其以涉嫌側錄ATM，收押10名台籍詐騙嫌犯。
- 2021年5月26日，土耳其宪兵司令部宣布在南部安塔利亞省凱梅爾（Kemer）破獲「以台灣民眾為詐騙對象的」網路電信詐騙集團，救出人蛇掌控的33名台灣人。
- 2021年11月，土耳其憲兵破獲詐騙集團，其中逮捕27名台灣人

#### 南亚
- 印度

- 2015年底到2016年，台湾人“伟哥”纠集徐维行、曾柏叡等人在印度某地别墅内设置诈骗窝点，利用虚拟改号软件冒充中国大陆公检法和银行人员，向30余万人拨打诈骗电话，诈骗金额共计5000余万元。徐、曾等人后被抓获。2018年底，成都市中级人民法院判处徐维行、曾柏叡、李俊三名主犯12至15年有期徒刑，罚金100万至200万人民币不等；刘飞等41名被告人，则分别被判处十年至三年不等的有期徒刑，并课以60万元至5万元不等的罚金。

### 欧洲
- 希腊

- 2016年7月22日，希臘警方破獲大型詐騙集團，一共逮捕125名嫌犯，其中122人是台湾人，3人是希腊人。该团伙还涉及非法网络赌博。

- 西班牙

- 2016年以来，中国大陆发生系列电信网络诈骗案件。中国大陆警方经过侦查，发现诈骗窝点位于西班牙马德里、巴塞罗那等地，于是向西班牙提出刑事司法协助请求。2016年12月13日，中西两国警方联合开展“长城行动”，捣毁13个电信网络诈骗窝点，抓获200余名主要来自台湾的犯罪嫌疑人，查明诈骗金额1600多万欧元。中华民国外交部表示会全力交涉将犯嫌遣返回台湾2017年，西班牙司法机关判决将所有269名犯罪嫌疑人引渡回中国大陆。截至2019年6月7日，中华人民共和国公安部先后分3次组织包机共押回225人，其中台湾人218人。
- 2020年12月31日，北京市第一中级人民法院对被告人郭政瑝等29人（均为从西班牙遣返的均为台湾嫌犯）电信诈骗案进行公开开庭宣判，分别判处有期徒刑14年至4年6个月，并处罚金等。本案累计涉案金额617万元人民币。
- 2021年4月16日，北京市海淀区人民法院对从西班牙押解回国的35名台湾电信网络诈骗案进行公开开庭宣判，依法分别判处有期徒刑13年至4年6个月不等刑罚，并处罚金等。

- 波蘭

- 2018年1月18日，波蘭檢方表示，在當地破獲一個國際詐騙集團，逮捕48名台灣嫌犯和2名波蘭人，他們在1年內詐騙中國大陸人180萬歐元（約新台幣6500萬元）。

- 捷克

- 2018年1月，中華人民共和國政府透過國際刑警組織（INTERPOL）發出紅色通緝令，指控8名台灣男子喬裝成中國的公安和檢察官，透過電話對住在澳大利亞的華裔婦女進行詐騙，金額達6000萬克朗（約新台幣8000萬元）。随后捷克警方在布拉格逮捕了这8名嫌疑犯。

- 2018年1月18日，克罗地亚警方逮捕了61名台湾电信诈骗犯，主要针对大陆公民进行诈骗，并有一套诈骗“剧本”，是典型的跨国有组织犯罪。大陆警方初步调查，该诈骗集团已作案并得逞20余次，涉案金额人民币近千万。该诈骗集团之前还曾在斯洛文尼亚诈骗。

- 匈牙利

- 据《界面新闻》报道，有台湾人郑章（化名），于2017年5月以“电子商务站”名义，招揽诈骗人员，并在匈牙利设立窝点。其团队共有21人，分工明确。通过分析受害人资料、伪造通缉令等手段诈骗大陆民众，其中有大陆民众一人就被骗388万元。8月该窝点迁往西班牙。

- 拉脫維亞

- 2017年8月，中国警方和拉脱维亚警方共同查获了一个设于拉脱维亚、专门诈骗大陆民众的电信诈骗机房，逮捕嫌犯111人（其中110人为台籍，1人为拉脱维亚人）。经台湾方面争取，全部台籍嫌犯以“证据不足”，于8-9月陆续遣返回台。其中44人受到台中地检署起诉。

### 大洋洲
- 2015年8月9日，澳洲布里斯本查獲一个台湾詐騙集團，该集团有58名台灣青年，遭某詐騙集團首腦限制行動，強迫每天工作12小時不停撥打詐騙電話，還拿不到酬勞。臺灣外交部證實，有19人遭到被撤銷度假打工簽證並在2015年8月18日被遣返回國，另外有2人被以奴役罪起訴，該2人已聘請當地律師辯護，但當地法院於2016年3月23日駁回交保聲請，目前等候審判。

### 非洲
- 2014年11月29日，肯亞警方在首都奈洛比發現一个電信詐騙团伙，有28名台灣人、48名大陸人以及1名泰國人被捕。他們被指冒充中國大陸公檢法機關大肆進行詐騙，被騙群眾達100餘人，涉案總金額超過人民幣一億多元。2016年4月8日，肯亞警方再破獲華人詐騙集團，包含19名大陸人、22名台灣人。肯尼亚决定将上述人员中的32名大陆犯罪嫌疑人和45名台湾犯罪嫌疑人遣返中国大陆。2017年12月21日，北京市第二中级人民法院依法对该案进行公开宣判，对涉案的被告做出重判。审判分三轮。首批33名被告中有13名是台湾人，而张凯闵、林金德两名台湾籍主嫌被判有期徒刑15年。第二批17名被告中有徐伟伦等9人是台湾人，分别获有期徒刑1年9个月到3年不等，并处罚金。第三批有22人是台湾人，获刑3至13年不等。
- 2016年8月，另一批40名嫌犯从肯尼亚被押送回中国大陆。2018年8月3日，北京市海淀区人民法院判处张岑为首的40人（其中张岑等5人是台湾人）犯诈骗罪，判处有期徒刑12年到3年不等，并处罚金、剥夺政治权利。

- 埃及

- 2014年埃及警方侦破一起电信诈骗案，判处1名台湾诈骗犯5年有期徒刑，39名从犯2年6个月有期徒刑（其中部分人又因无钱缴纳罚金，被法院延长6个月刑期）。2017年刑满后陆续回到台湾，随即被台湾警方拘捕审讯。

- 乌干达

- 前述之“12.29”特大电信诈骗案，有诈骗窝点设在乌干达。

### 美洲
- 美国 加拿大

- 2021年6月，刑事局在嘉义市逮捕了古姓男子为首的9名诈骗犯。该犯罪团伙主要通过网络聊天软件诈骗美国、加拿大和中国大陆的中年妇女。至少有3名女子受骗。

- 2017年12月6日，刑事局偵七大隊與邦交國多明尼加檢警合作，在台灣、多明尼加2地破獲1個28人的詐騙集團，其中嫌犯之一的黃嫌在當地經營雪茄店當掩護，找來當地人當助手，設置詐騙機房，冒充中國檢警進行詐騙。

## 各方立场

### 台灣方面
中華民國立法院內政委員會于2016年4月14日通過臨時提案，建請相關部會針對詐騙提高刑度。
臺灣屏東縣警察局局長方仰寧在2016年4月17日參加全民防詐騙宣導後坦言，“台灣詐欺罪的刑責真的太輕，對罪犯難有嚇阻作用”。
蔡英文政府候任法务部长邱太三認為台灣法律採一罪一罰原則，不致過輕。
臺灣內政部刑事警察局在2016年與陌生來電辨識軟體Whoscall簽署合作協議，宣示共同打擊詐騙的決心

### 中國大陸方面
国台办发言人安峰山在2016年4月13日记者会上表示，“我希望台湾方面在看待此事时，多从受害人角度想想。”同时还指出，台湾电信诈骗集团给大陆人民造成巨大损失，大陆人民深受其害，强烈要求予以打击。
人民日报社主办的《環球時報》則批評台湾當局对诈欺罪刑責輕，并以「台灣詐欺罪刑度太輕」為由，拒絕臺灣刑事局遣返要求。